# Burgh Castle
Burgh Castle er en landsby og civil parish i det engelske county Norfolk. Den ligger på østbredden af floden Waveney omkring 6 km vest for Great Yarmouth og inden for grænserne af Norfolk Broads National Park. Sognet var en del af Suffolk indtil 1974.
Burgh Castle var sandsynligvis en bosættelse allerede i stenalderen, da der er fundet store mængde øksehoveder i flint- og bronze i området.
Uden for Burgh Castle ligger ruinen romersk fæstning fra 200-tallet; det var en del af en række saksiske kystfæstninger i East Anglia. Ruinen drives af Norfolk Archeological Trust og er åben for offentligheden.